# 文化挪用
文化挪用（英語：Cultural Appropriation）或文化誤用（Cultural Misappropriation）一般來說是指較強勢的個體或文化群體面對相對弱勢的個體或文化群體時，以未充分理解、誤解、取笑、歧視、或不尊重的方式，直接採用、侵佔、剝削、抄襲或複製（宣稱擁有）弱勢文化。在20世紀末至21世紀初，文化挪用被視為一種政治不正確的行為。

## 相關學術研究
根據《牛津英語詞典》，這個詞語最早見於1945年學者Arthur E. Christy談論東方主義的論文上。詞語在 1980年代開始廣泛被學者使用，尤其在後殖民討論中批評西方擴張主義。

## 論點
反對文化挪用的人將這個詞用在穿著、食物、符號、科技、語言、歌曲、節日、習俗等領域。反對者認為當原本來自某個特定族群的文化被其他人使用時，這可能造成該文化的意義發生改變、讓被挪用的一方感到不被尊重、破壞原先的經濟生活、強化權力不對等、增加刻板印象和種族歧視等等。根據批評者的說法，文化挪用不同於文化適應、同化或平等的文化交流，因為文化挪用是一種殖民形式。當主流文化的成員從少數民族文化中復製文化元素，並且這些元素在其原始文化背景之外被使用——有時甚至違背原始文化成員明確表達的願望——這種做法往往會受到負面影響。

### 未經同意
有一派觀點認為文化挪用主要爭論的點是未經同意使用別的人的文化；文化是否應該經過別人同意才能使用也是爭論點之一。

### 東方主義
有些人認為文化挪用是一種東方主義，更強調異文化的差異而不是想要向對方學習文化差異在哪裡。

### 造成改變
有些反對者主要在意的是挪用者或是在挪用的過程中改變了文化的意義，例如旗袍本來有女性解放的意義在，換白人穿就失去這層意義，另一個例子是戰冠本來有特殊的宗教意義，但被挪用者當作單純的飾品來穿也是一種不尊重。挪用者也可能錯誤地表現文化，例如把不同民族的服裝混搭、或是未考據正確的穿法。弱勢者的文化因挪用而出現改變，他們往往沒有足夠的話語權能導正這些改變。

### 弱勢者的經濟支柱
有些文化是特定族群的生活工具，例如美國黑人的饒舌樂或移民開的外國餐廳，被強勢文化挪用後會造成弱勢者失去經濟支柱。

## 批評
有批評意見認為，文化挪用這概念「背後有許多不同的理由，且大多都有爭議，因此在討論事情時使用這個詞沒什麼說服力」，有些人因此不認為使用文化挪用這個詞彙是有助於追求社會正義。也有許多人在使用這個詞彙時並不清楚其意義，造成一些善意的文化交流也被指為文化挪用。
有人認為過分禁止文化挪用是限制創作自由並強化族群分隔，甚至會與種族隔離無異。

## 外部連結
- 【投書】張毓思：林書豪、雷鬼辮與文化挪用- 獨立評論@天下- 天下雜誌 （页面存档备份，存于）
- 穿和服錯了嗎_波士頓美術館遭批種族歧視-地球圖輯隊帶你看透全世界 （页面存档备份，存于）
- 從時尚界奧斯卡一窺西方對中國的刻板印象-地球圖輯隊帶你看透全世界 （页面存档备份，存于）